# Великолепные головорезы
«Великолепные головорезы» (кит. 賣命小子, англ. The Magnificent Ruffians) — фильм с боевыми искусствами режиссёра Чжан Чэ, вышедший в 1979 году.

## Сюжет
Юань Инфэй — хозяин небольшого городка. Он использует технику золотого меча, но его кунг-фу бесполезно, поскольку никто в городе не владеет кунг-фу, поэтому драться не с кем. Инфэй завладел всеми предприятиями в городе кроме одного, принадлежащего Гуань Юню, его матери и сестре. У Инфэя также есть привычка приглашать к себе домой опытных бойцов и убивать их, чтобы не терять форму. Ежедневно, Инфэй и его люди преследуют Юня и его семьи, чтобы тот отдал свой бизнес, но Юнь постоянно отвечает отказом. Инфэй не применяет силу из-за сестры Юня, Гуань Сань. Юнь не использует силу, так как всякий раз, когда он начинает драться, мать зовёт его домой.
Ян Чжуйфэн, Фэн Цзяцзинь, Хэ Фэй и Цэн Цяо — эксперты по кунг-фу, которые раньше работали в эскорте; теперь не имеют ни жилья, ни денег. Сначала они не знают друг друга, но потом знакомятся, после того, как каждый ест в местном ресторане (который принадлежит Инфэю) и сбегает, не заплатив, поскольку выйти из ресторана можно через ловушки, которые может преодолеть только опытный эксперт по кунг-фу. Инфэй принимает эту четвёрку к себе домой в надежде, что они помогут ему разобраться с Юнем. План Инфэя проваливается, так как четвёрка и Юнь имеют одинаковые взгляды на жизнь и становятся друзьями, ежедневно практикуя кунг-фу и принося друг другу еду. Инфэй узнаёт об их дружбе и решает убить Юня, заложив взрывчатку в шест Чжуйфэна — таким образом подставить Чжуйфэна. Он тренируется с Юнем, план срабатывает — Юнь погибает. Остальные друзья, думая, что Чжуйфэн был нанят Инфэем, чтобы убить Юня, атакуют его, но Чжуйфэн отказывается драться с друзьями, затем убегает. Инфэй прибывает на место происшествия, чтобы «отомстить» за Юня, и убивает Цзяцзиня и Цяо, в то время как Фэй сбегает. Мать и сестра Юня совершают самоубийство, видя в этом единственный способ избавиться от Инфэя. Чжуйфэн и Фэй объединяются, выясняют, что Чжуйфэна подставил Инфэй. Оба начинают тренироваться, основываясь на увиденном мастерстве Инфэя, и идут мстить.

## В ролях
- Лу Фэн — Юань Инфэй
- Ло Ман[кит.] — Гуань Юнь
- Сунь Цзянь[кит.] — Фэн Цзяцзинь
- Вон Лик — Цэн Цяо
- Цзян Шэн[англ.] — Хэ Фэй
- Филип Куок[кит.] — Ян Чжуйфэн
- Энни Лиу[кит.] — Гуань Сань
- Ван Лай[кит.] — мать Гуань Юня
- Юй Тайпин — главный Ли
- Ян Сюн — телохранитель
- Тони Тхам — телохранитель
- Вон Чхинхо — хозяин гостиницы

## Съёмочная группа
- Компания: Shaw Brothers
- Продюсер: Шао Жэньлэн
- Режиссёр: Чжан Чэ
- Сценарист: Ни Куан[кит.], Чжан Чэ
- Ассистент режиссёра: Цзян Шэн[англ.], Чань Яумань
- Постановка боевых сцен: Филип Куок[кит.], Лу Фэн, Цзян Шэн
- Художник: Джонсон Цао
- Монтажёр: Лэй Имхой, Цзян Синлун
- Грим: У Сюйцин
- Дизайнер по костюмам: Лю Цзию
- Оператор: Чхоу Вайкхэй
- Композитор: Эдди Ван